# Paw Tracks
Paw Tracks est un label indépendant basé à Washington orienté vers la musique expérimentale. Le label a été lancé par des membres d'Animal Collective et est aujourd'hui détenu par des membres du personnel de Carpark Records.

## Catalogue
Les artistes présents sur le catalogue du label sont les suivants:
- Animal Collective
- Ariel Pink
- Avey Tare & Kría Brekkan
- Black Dice
- Copeland Eric
- Excepter
- First Nation
- Jane
- Panda Bear
- Peppermints
- Terrestrial Tones